# Alexander Rich
Alexander Rich (Hartford, 15 novembre 1924 – Boston, 27 aprile 2015) è stato un biologo e biofisico statunitense.

## Biografia
Nato a Hartford, nel Connecticut, Rich servì la marina americana dal 1943 al 1946. Conseguì una laurea in Scienze Biochimiche dell'Università di Harvard nel 1947 e si laureò presso la Harvard Medical School nel 1949.
Dal 1949 al 1954 fu ricercatore chimico con Pauling a Gates e Crellin Laboratories al Caltech. Prese servizio come capo della sezione di chimica-fisica presso l'Istituto Nazionale di Salute Mentale tra il 1954 e il 1958, e fu visiting scientist presso il Cavendish Laboratory di Cambridge, in Inghilterra, dal 1955 al 1956. Dal 1969 al 1980 Rich partecipò alla missione Viking della NASA su Marte, lavorando su esperimenti progettati per cercare la vita su quel pianeta.
Si unì al corpo docente del MIT nel 1958, diventando mentore per generazioni di studenti.
Il lavoro pionieristico di Rich ha inizio nel 1955, quando, insieme ad un collega, ha dedotto la struttura tridimensionale a tripla elica del collagene, la principale proteina fibrosa della pelle e del tessuto connettivo. Un anno dopo, come capo sezione in chimica-fisica presso il National Institute of Health, lui e un collega scoprirono che due molecole a singolo filamento di acido nucleico potevano spontaneamente combinarsi per formare una doppia elica.  Questa è stata la prima reazione di ibridazione, una reazione che in varie forme divenne una tecnica importante nello sviluppo della biologia molecolare. Nel 1957, il suo gruppo scoprì che gli acidi nucleici avrebbero potuto formare anche triple eliche, un risultato ampiamente utilizzato nella biotecnologia odierna. Al MIT nel 1960, Rich scoprì come anche un filamento di RNA e un filamento di DNA potevano formare una doppia elica, il che ha contribuito a spiegare come le cellule sintetizzassero molecole di RNA messaggero partendo dal DNA.
Condusse un gruppo di studenti ricercatori, nel 1962, alla scoperta dei polisomi, cluster della sintesi proteica tenuti insieme da una molecola di RNA messaggero. Queste sono le unità funzionali utilizzate dalle cellule per tradurre le informazioni genetiche in proteine.
Rich e la moglie, Jane, ebbero due figli, Giosia e Benjamin; due figlie, Jessica e Rebecca; e sette nipoti: Abigail, Rachel, Abraham, Nola, Nicholas, Cyrus, e Zachary.
conoscenze scientifiche, tradotto le sue conoscenze in un nuovo punto di vista e ha certamente fatto
un'ammaccatura nell'universo!»
(Shuguang Zhang)

## Scoperte

### Polisomi
Quando lavorò nell'Istituto di Tecnologia del Massachusetts concentrò i suoi studi sulla sintesi proteica: nel 1962 pubblicò la dimostrazione che più ribosomi potevano far avvenire sintesi sullo stesso segmento di RNA messaggero. Chiamò questo complesso olisomi, abbreviazione di poliribosoma. Mostrò poi che vi sono due siti in cui il tRNA può legarsi nel ribosoma: il sito A, in cui si lega l'amminoacil-tRNA, ed il sito P, in cui viene formato il legame peptidico fra gli amminoacidi. Concluse postulando che questi siti sono coordinati in modo da far scorrere il segmento di mRNA dal sito A al sito P, assemblando man mano la proteina.

### Z-DNA
Nel 1979 Alexander ed i suoi colleghi provarono a porre finalmente fine al lungo dibattito sulla forma del DNA: con grande sorpresa, scoprirono che la molecola formava una doppia elica levogira con due segmenti antiparalleli legati dalle coppie ipotizzate da Watson e Crick di nucleotidi. Ogni base azotata, in quest'elica, viene ruotata dai legami glucossidici in modo da alternare conformazioni anti e syn. Questo causa la caratteristica disposizione a zig zag della molecola che gli conferì il nome di "Z-DNA". Successivamente vennero fatti ulteriori studi riguardo all'effettivo ruolo e alla possibile utilità di questa struttura del DNA. Il primo indizio sul ruolo che potrebbe avere viene da lavori immunologici che mostrano come questa conformazione sia altamente antigenica e che dia la precedenza ad anticorpo  monoclonali e policlonali.